# Че Гевара (организация)
 За личността вижте Че Гевара.  
Комунистическо движение „Че Гевара“ – България е комунистическа организация, бореща се за унищожение на капиталистическата система и изграждане на комунистически обществено-политически строй. Създадено в началото на 90-те години от Павел Иванов и Жан Виденов, движението смята в края на 2000-те и началото на 2010-те Жан Виденов за безспорен авторитет.

## Виждания
Според организацията продуктите произведени от ръцете на трудещите се трябва да се използват за нуждите на обществото, а не да се заграбват от отделни лица.[необходимо е уточнение]
Искания:
- пълно и своевременно изплащане на работните заплати и тяхното повишение до ниво отчитащо и необходимия екзистенцминимум;
- съкращаването на работния ден без орязване на доходите на трудещите се;
- прекратяване на по-нататъшната приватизация на държавна собственост;
- отмяна на търговската и банковата тайна и допускане на работнически представители до контрол на финансовата дейност на предприятията;
- пълното съблюдение на демократичното право на събрания, митинги, свобода на избора за място на живеене, политическа и профсъюзна дейност във всички колективи, в това число в армията и полицията;
- зачитането на гражданските права на всички трудещи се на територията на цялата страна;
- безплатно здравеопазване и образование за всички за сметка на държавата;
- размерът на пенсиите и стипендиите да не бъде по-нисък от необходимия минимум за посрещане на житейските нужди;
- осигуряване на трудещите се с жилища за сметка на държавата;
- пълно равенство на всички хора пред закона, забрана на фашизма;
- провеждане на миролюбива външна политика и оказване на противодействие на плановете на империализма и преди всичко на стремежите на САЩ за установяване на световно господство.

Свързана е с политическата партия Съюз на комунистите в България (една от няколкото нови комунистически, непредставени парламентарно партии; партията е яростен противник на БСП), която се обявява за наследник на БКП от периода 1944 – 1989. С партия СКБ споделят общ сайт.
Участват в антивоенните протести по време на войната на НАТО срещу Югославия. Активни са по всички обществени въпроси. В последните години набират нови сили в цяла България.
Участват активно в протестите срещу високите цени на горивата и в протестите срещу добива на шистов газ. Едни от основателите на движението „Окупирай България“.
Участват в протестите от месец февруари и март 2013 г., довели до свалянето на правителството на ГЕРБ. В протестите се обявяват срещу капиталистическата система в България.

## Политически виждания и активности
- Пишат писмо до Барак Обама за оттегляне на посланик Джеймс Уорлик.[4]
- Обявяват „фронт“ срещу Кръв и чест.[1]